# Werneria orbignyana
Werneria orbignyana là một loài thực vật có hoa trong họ Cúc. Loài này được Wedd. miêu tả khoa học đầu tiên năm 1855.